# 方斑鏟頭沫蟬
方斑鏟頭沫蟬（学名：Clovia quadrangularis）为尖胸沫蟬科鏟頭沫蟬屬下的一个种。